# Where the Wild Roses Grow
A Whee the Wild Roses Grow című dal az ausztrál énekes Nick Cave és együttese a Bad Seeds, valamint Kylie Minogue énekes-dalszerző közös "gyilkos" balladája, mely 1995. október 2-án jelent meg Cave 1996-ban megjelent  Murder Ballads című 9. stúdióalbumáról. A kislemez az ötödik kimásolt dal volt az albumról. A dalt a Mute Records jelentette meg. A dalszöveget Nick Cave írta, a producer Tony Cohen és Victor Van Vugt voltak. A dalhoz tartozó videoklipet Rocky Schenck rendezte.  
A dal pozitív fogadtatásban részesítették a zenekritikusok, és a banda legsikeresebb kislemeze lett világszerte. Norvégiában a 3., míg Ausztráliában a legjobb öt között volt. Az Egyesült Királyságban, Írországban, Németországban, és Új-Zélandon a legjobb húsz helyezett között volt. A dal korlátozott promóciós kiadást is kapott az Egyesült Államokban. A dal 1996-ban Németországban arany minősítést kapott a 250.000 db eladott példányszám alapján. Annak ellenére, hogy a dal soha nem  jutott be a legjobb tíz közé az országban, 2008-ban ismét a német Top 100-as lista végére került a digitális letöltések miatt, miután egy szappanoperában használták. A dal Ausztráliában is arany minősítést kapott az 50.000 eladott példányszám végett. 
A dal nem szerepel egyetlen Minogue stúdióalbumon sem, azonban felkerült a Hits+, Greatest Hits 87-99, a The Abbey Road Sessions és a Step Back in Time: The Definitive Collection című válogatásain. Minogue a Showgirl és Homecoming turnék során előadott egy refrént a dalból. 
1995-ben a 8. helyet érte el a dal a Triple J's Hottest 100-on. 2012-ben atz NME a 90-es évek 100 legjobb dalainak listáján a 35.  helyre sorolta, míg 2014-ben az NME a 378. helyre tette a dalt a listán, Minden idők 500 legjobb dalának listáján. 

## Előzmények
A dal CD-jét, amelyen Blixa Bargeld énekelte Minogue sorait – a dal felvétele előtt elküldték Minogue szülői házába, mivel abban az időben ott tartózkodott. Ez a Bargeld féle duett szerepelt Nick Cave and the Bad Seeds B Sides and Rarities 2005-ben kiadott második CD-jén a 12. dalként.
Nick Cave and the Bad Seeds és Kylie Minogue először 1995. augusztus 4-én adták elő nyilvánosan a dalt Corkban, Írországban.

## Összetétel
A SheetMusicNow.com által közzétett kottakiadás szerint a „Where The Wild Roses Grow” 6/8 összetett időjelzéssel íródott, g-mollban, 56 BPM/perc ütemmel.

## Kritikák
Larry Flick a Billboardtól ezt írta: "Ez nem vicc. Amióta Debbie Gibson a Circle Jerks háttérénekével közreműködött a Soft Boys "I Wanna Destroy You" dalában, nem volt ilyen különös együttműködés a zenei tehetségek között. Ausztrália királynője a rágógumi pop találkozik Nick Cave underground art rock stílusával ebben a hangulatos dalban. Felejtsd el a "Loco-Motion"-t. Minogue viszi a saját stílusát, miközben Cave a zenei melankólia és a lírai kétségbeesés hangulatos gödrébe katapultálja énekét. Ragyogó dal".  Paul Verna szintén a Billboard-tól egy "kísértetiesen szép duett"-nek méltatta a dalt. James Masterton (Dotmusic) számára a dalt egy "pompás, lágy hangzású, 40-es évekbeli balladának nevezte. Simon Price a Melody Marker-től a hét kislemezének nevezte, és ezt írta: "Cave és Kylie valójában nem is olyan furcsa párosítás. Minogue, aki az énekhangjából ítélve talán birtokolhatja az idei Mercury Awards díjátadó egy példányát, nincs vesztenivalója [...] pontosan tudja,  hogy hangzik ez. Morricone, Leone, Peckinpah, bla-bla..Az utolsó fordulaton azonban én is meg vagyok döbbenve. Lent a folyónál "ő" letérdel "ő" fölé, és nyugodtan ütögeti a fejét azt suttogva: ..all beauty must die..(minden szépségnek meg kell halnia)
A Music & Media páneurópai magazin megjegyezte: "Kifejezetten Minogue számára írt kicsinyítő énekes valószínűtlen, de lenyűgöző kombinációt alkot Cave-vel. Ez egy merengő és kísérteties dal, amely komor, Leonard Cohen típusú hangulatban találja Cave-t Minogue kinyilatkoztató dikciójával szemben. A feszültség fokozatosan nő, ahogy mindenki elmondja a saját verzióját a gyilkosságról. A Music Week egyik kritikusa ötböl négyre értékelte a dalt, és hozzátette: "Nick kukorékol, miközben Kylie dorombol a gyilkosság albumának ebben a népies előízében. Sylvia Patterson az NME-től úgy nyilatkozott, hogy "hegedűrebegések és lélegző héjak folyóparti melodráma duettje". A dal korgó, nagyon is valóságos értelemben vett, feszült, kísérteties, Grimm-tündérmese, amelyben a törpe játékosan küzd azért, hogy a hangját a suttogó  nádhoz fűzze, míg a dió a föld magjában lévő szénbunkerhez rögzíti az övét. És valószínűleg azért, mert mindketten kétségbevonhatatlanok, ez... egész jó.

## Videoklip

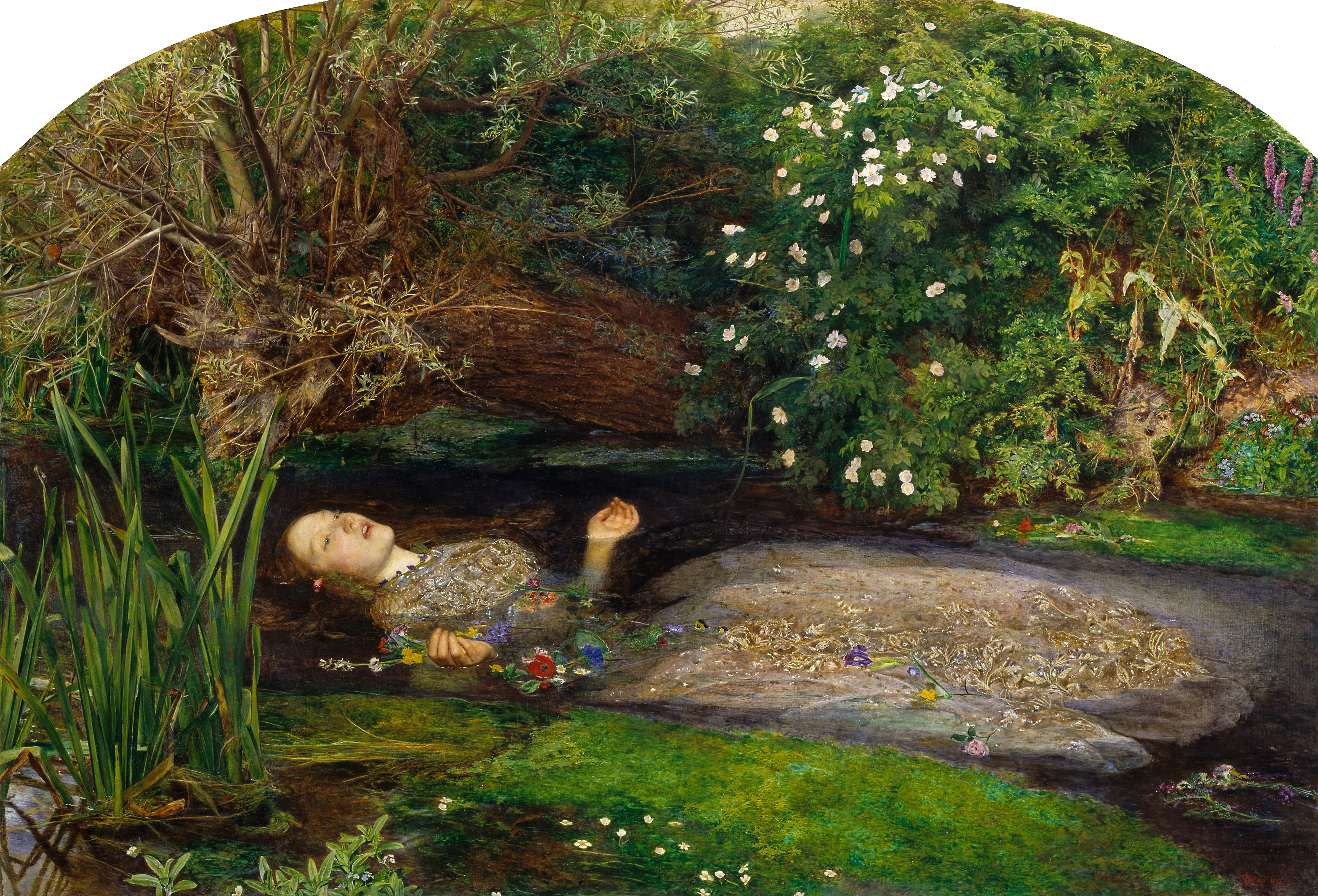
John Everett Millais "Ophelia" című képe ihlette a jeleneteket a videoklipben.

A "Where the Wild Roses Grow" című klipet Emma Davies készített a Mute kiadó megbízásából, Rocky Schenck amerikai fotós és klip rendező forgatott, melyet Nick Verden készített az Atlas Films számára, Kylie Minogue karakterét mutatja be, akit nyilvánvalóan meggyilkolt Nick Cave karaktere. Szellemszerű formában és egy folyóban is láthatjuk Millais Ophelis (1851-52) című festményére emlékeztető pózban. A videó azzal ér véget, hogy Cave karaktere rózsát ad Minogue szájába, és lecsukja a szemét.

## Élő előadások
Cave és Minogue együtt adták elő a dalt élőben a londoni színpadon 2018. június 3-án, amikor Kylie meglepetésszerűen lépett fel az All Points East fesztiválon, az éppen ott fellépő Nick Cave and the Bad Seeds együttessel.
Minogue az alábbi koncerteken adta elő a dalt.
- Showgirl: The Greatest Hits Tour (A "Red Blooded Woman" című medley részeként.)
- Showgirl: The Homecoming Tour (A"Red Blooded Woman" című medley részeként.)
- For You, for Me (A "Red Blooded Woman" című medley részeként)
- Golden Tour (ahol Kylie egyetlen vörös rózsával ajándékozza meg a közönség egyik tagját)

Minogue meglepetésvendégként jelent meg a Coldplay "Encore Theatre" bemutatóján Sydney-ben 2014. június 19-én, ahol duettként adták elő a dalt. Cave és  Minogue a 2019-es Glastonbury fesztiválon adta elő a dalt.
Nick Cave and the Bad Seeds élőben adta elő a dalt melyben Blixa Bargeld volt a duettpartnere a 90-es évektől a végéig. Az alkalmak nagy részét a rajongók videóra rögzítették, és láthatóak különböző videómegosztó oldalakon. 

## Egyéb változatok
A Bad Seeds gitárosával, Blixa Bargelddel, Kylie vokálszólamát énekelve jelentette meg a csapat a "B-Sides & Rarities" című válogatásalbumán.

## Díjak
- 1996 ARIA Awards: 'Az év kislemeze', 'Az év dala & a legjobb popdal'[19]

## Formátumok és számlista
- Ausztrál CD és kazetta single; UK CD single (D1188; C 1188; CDMUTE 185)

1. "Where the Wild Roses Grow" (Cave) – 3:58
2. "The Ballad of Robert Moore & Betty Coltrane" (Cave) – 3:34
3. "The Willow Garden" (traditional) – 3:57

- UK 7-inch kislemez és kazetta single (MUTE 185; CMUTE 185)

1. "Where the Wild Roses Grow" (Cave) – 3:58
2. "The Ballad of Robert Moore & Betty Coltrane" (Cave) – 3:34

## Slágerlista
| Slágerlista (1995–1996)               | Legjobb helyezések |
| ------------------------------------- | ------------------ |
| Ausztrália (ARIA)                     | 2                  |
| Ausztria (Ö3 Austria Top 40)          | 4                  |
| Belgium (Ultratop 50 Flanders)        | 3                  |
| Belgium (Ultratop 50 Wallonia)        | 8                  |
| Denmark (IFPI)                        | 9                  |
| Europe (Eurochart Hot 100)            | 8                  |
| Finnország (Singlet Top 20)           | 5                  |
| Franciaország (Single Top 100)        | 37                 |
| Németország (Media Control Charts)    | 12                 |
| Iceland (Íslenski Listinn Topp 40)    | 3                  |
| Írország (IRMA)                       | 6                  |
| Hollandia (Top 40)                    | 9                  |
| Hollandia (Single Top 100)            | 9                  |
| Új-Zéland (Recorded Music NZ)         | 11                 |
| Norvégia (VG-lista)                   | 3                  |
| Skócia (Scottish Singles Top 40)      | 9                  |
| Svédország (Sverigetopplistan)        | 3                  |
| Svájc (Schweizer Hitparade)           | 11                 |
| Egyesült Királyság (UK Singles Chart) | 11                 |

| Slágerlista (1995)             | Helyezések |
| ------------------------------ | ---------- |
| Australia (ARIA)               | 41         |
| Belgium (Ultratop 50 Flanders) | 27         |
| Belgium (Ultratop 50 Wallonia) | 61         |
| Europe (Eurochart Hot 100)     | 59         |
| Netherlands (Dutch Top 40)     | 94         |
| Netherlands (Single Top 100)   | 76         |
| Sweden (Sverigetopplistan)     | 13         |

| Slágerlista (1996)                 | Helyezések |
| ---------------------------------- | ---------- |
| Austria (Ö3 Austria Top 40)        | 24         |
| Europe (Eurochart Hot 100)         | 64         |
| Germany (Official German Charts)   | 65         |
| Iceland (Íslenski Listinn Topp 40) | 61         |

## Minősítések
| Régió                                                       | Minősítés | Eladott példányszám |
| ----------------------------------------------------------- | --------- | ------------------- |
| Ausztrália (ARIA)                                           | arany     | 35 000^             |
| Németország (BVMI)                                          | arany     | 250 000^            |
| ^ Kiszállítási példányszámok kizárólag a minősítés alapján. |           |                     |